# Brave New World (Styx)
Brave New World is een studioalbum van Styx uit Chicago. Het is het laatste album met Dennis DeYoung. Na dit album leidde de al jarenlange onenigheid tussen Shaw en Young enerzijds en DeYoung anderzijds tot een definitieve breuk. Het betekende meteen zowel de teloorgang van Styx als van Deyoung, wiens solocarrière niet van de grond kwam. Het publiek vond Styx inmiddels ook niet meer hip; het album verkocht nog matiger dan The Serpent Is Rising het tot dan toe slechtst verkopende album. Styx haalde met Brave New World slechts de 175e plaats in de Billboard Album Top 200, in Europa haalde het waarschijnlijk geen enkele notering. 
Het merendeel van het album is opgenomen in drie verschillende geluidsstudio’s:
- Pumpkin Studio te Chicago
- The S.H.O.P. te Hollywood en
- The White Room te Chicago.

Het album werd gemixt door Ron Nevison. Strijk- en blaasarrangementen werden elders opgenomen.

## Musici
- Dennis DeYoung – toetsinstrumenten, zang
- Tommy Shaw, James Young – gitaar, zang
- Chuck Panozzo – basgitaar, zang
- Todd Sucherman – slagwerk, percussie

## Muziek
| Nr. | Titel                                                | Duur |
| --- | ---------------------------------------------------- | ---- |
| 1.  | I will be your witness (Jack Blades, Shaw)           | 4:31 |
| 2.  | Brave new world (Shaw, Young)                        | 5:14 |
| 3.  | While there’s still time (DeYoung)                   | 3:53 |
| 4.  | Number one (Shaw)                                    | 4:33 |
| 5.  | Best new face (Blades, Shaw)                         | 3:36 |
| 6.  | What have they done to you (Shaw, Young)             | 4:33 |
| 7.  | Fallen angel (DeYoung)                               | 4:49 |
| 8.  | Everything is cool (Shaw)                            | 5:19 |
| 9.  | Great expectations (DeYoung)                         | 4:44 |
| 10. | Heavy water (Shaw, Young)                            | 4:29 |
| 11. | High crimes & misdemeanors (Hiphop –cracy) (DeYoung) | 3:26 |
| 12. | Just fell in (Shaw, Young)                           | 3:25 |
| 13. | Goodbye Roseland (DeYoung)                           | 3:49 |
| 14. | Brave new world (reprise) (Shaw, Young)              | 3:31 |